# 歯車比

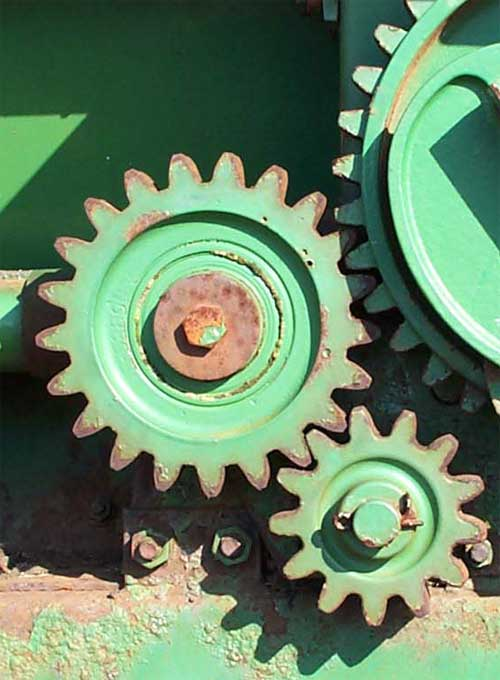
農業機械の歯車。 歯車比 1:1.62

歯車比（はぐるまひ）は、2つの歯車またはローラーチェーンでつながれた2つのスプロケットの歯数の比、ないしは駆動ベルトでつながれた2つの滑車の周長の比である。歯数比、ギア（ギヤ）比、ギア（ギヤ）レシオ（英: gear ratio）と呼ばれることもある。

## 概要
右の写真で、小さい歯車（ピニオン）の歯数は13で、その隣の大きな歯車（アイドラ、遊び車）の歯数は21である。この場合、歯車比は21/13または1.62/1となる（1.62：1と書かれることもある）。
これは、アイドラ歯車が1回転する間にピニオン歯車が1.62回転することを意味する。
別の言い方をすると、ピニオン歯車が1回転するごとにアイドラギアは1/1.62回転、すなわち0.62回転することでもある。平易な言い方では、アイドラ歯車はピニオン歯車よりもゆっくり回転することを意味している。
右の写真に一部が写っている大きな歯車の歯数が42だとすると、この歯車とアイドラ歯車の歯車比は21/42 = 1/2であり、ピニオン歯車が1回転するときに大きな歯車は0.62/2 = 0.31回転する。したがって、この3つの歯車全体の減速比は約 1:3.23となる。
真ん中のアイドラ歯車は大きな歯車と小さな歯車の両方に接しているため、歯車比の計算ではこれを無視することができ、3つの歯車全体の歯車比は一番大きな歯車と一番小さな歯車の歯数の比、42/13 = 3.23と計算することができる。
歯数は歯車の円周長に比例する（輪が大きいほど歯数も多くなる）ため、歯車比は2つの輪の周長の比であらわすこともできる。d を小歯車の直径、D を大歯車の直径、gr を歯車比としたとき、
{\displaystyle gr={\frac {\pi d}{\pi D}}={\frac {d}{D}}}
となる。半径で表せば、
{\displaystyle gr={\frac {r}{R}}}
r は小歯車の半径、R は大歯車の半径
と表すこともできる。
小歯車の周速度をvd 、大歯車の周速度をVd 、それぞれの角速度をωd 、ωD とすると、
{\displaystyle v_{d}=v_{D}\quad \Rightarrow \quad \omega _{d}r=\omega _{D}R\rightarrow {\frac {r}{R}}={\frac {\omega _{D}}{\omega _{d}}}}
となり、上の計算と合わせ、
{\displaystyle gr={\frac {\omega _{D}}{\omega _{d}}}}
で表せる。つまり、歯車比は歯車の直径の比、ひいては歯車の半径の比でもある。
歯を持つベルトで連結された歯車状の滑車、自転車やオートバイの様にスプロケットと呼ばれる特殊な歯車をチェーンでつないだ場合も同様に計算できる。

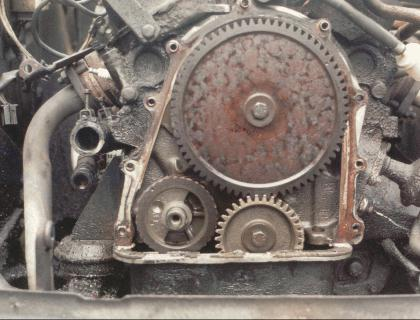
フォード・タウヌス用V4エンジンのバルブタイミングギア — 小さなクランクシャフト歯車が大きなカムシャフト歯車に取り付けられている。クランクシャフト歯車は34枚歯、カムシャフト歯車が68枚歯で、カムシャフトはエンジン回転の半分の回転数で回転する。
（左下の小さい歯車はバランスシャフト）

タイミングベルトと呼ばれる歯のついたベルトが内燃エンジンのカムシャフトとクランクシャフトの動きを同期させ、バルブをシリンダーの動きに合わせて正確に開閉させるために用いられる。
他の用途ではカムシャフトとクランクシャフトは直接歯車で連結されることが多い一方、タイミングチェーンと呼ばれるローラーチェーンまたはサイレントチェーンが自動車ではこの目的に用いられる。いずれの方法であっても4ストローク機関ではカムシャフトとクランクシャフトの歯車比は常に2:1で、クランクシャフト2回転に付きカムシャフトが1回転する。
自動車のパワートレインでは通常、主に多数の歯車の組み合わせ（速度段）を切り替えることで車両の速度を調整するトランスミッションと、もう1組の歯車セットで車輪のトルクを高める最終減速機（通常はディファレンシャルギア）の2か所に歯車が速度調整装置として用いられる。この2つの機器が分離されてプロペラシャフトで連結されている方式と、一体となっているトランスアクスル方式の2種類がある。
2004年式6速マニュアルトランスミッション付シボレー・コルベット C5 Z06は下表の様な歯車比のトランスミッションを搭載している。
| 速度段 | 歯車比 |
| ------ | ------ |
| 1速    | 2.97:1 |
| 2速    | 2.07:1 |
| 3速    | 1.43:1 |
| 4速    | 1.00:1 |
| 5速    | 0.84:1 |
| 6速    | 0.56:1 |
| 後進   | 3.28:1 |

1速の場合、トランスミッションの出力軸1回転に付きエンジンは2.97回転する。4速の歯車比は1:1で、これはエンジン回転数とトランスミッション出力軸の回転数が同一であることを意味し、オーバードライブと呼ばれる5速と6速ではトランスミッション出力軸はエンジンよりも早く回転する。
上記のコルベットの例では、最終減速装置の歯車比は3.42:1で、タイヤ1回転ごとにトランスミッション出力軸は3.42回転する。トランスミッションと差動装置の歯車比を乗ずることでパワートレイン全体の歯車比が求められ、この例の1速の場合は10.18:1、つまりエンジンが10.18回転するごとにタイヤが1回転する。
タイヤも自動車の駆動系の中では第3の速度調整装置と考えることもできる。上記のコルベットが295/35-18サイズのタイヤを装備している場合、タイヤの外周は2,085 mm（82.1インチ）なので、タイヤ1回転に付き車両は2,085 mm進むことになる。この車がこれより大きなタイヤを装着している場合、高速の歯車比の場合のようにタイヤ1回転に付きより長い距離を進み、小さなタイヤの場合はより短い距離を進む。
トランスミッションと最終減速装置の歯車比、タイヤのサイズ、エンジンの回転数から特定の速度段での車速を計算することができる。
例えば、エンジン1回転ごとに車がどれだけ移動するかは、タイヤ外周長をトランスミッション、減速装置全体の歯車比で除することで計算できる。タイヤ外周長をct 、トランスミッションの歯車比をgrt 、最終減速装置の歯車比をgrd としたとき、次の式で表すことができる。
{\displaystyle d={\frac {c_{t}}{gr_{t}gr_{d}}}}
同様に、あるエンジン回転数での車速を、エンジン回転数にタイヤ外周長を乗じ、パワートレイン全体の歯車比を除することで求めることができる。車速をvc 、エンジン回転数をve としたとき、以下の式となり、エンジンが1,000 rpmで回転するときの各速度段での車速は下表の様になる。
{\displaystyle v_{c}={\frac {c_{t}v_{e}}{gr_{t}gr_{d}}}}
| 速度段 | エンジン1回転ごとに車がすすむ距離 | 1,000 rpmでの車速 |
| ------ | --------------------------------- | ----------------- |
| 1速    | 205.3 mm                          | 12.3 km/h         |
| 2速    | 294.6 mm                          | 17.7 km/h         |
| 3速    | 426.4 mm                          | 25.6 km/h         |
| 4速    | 609.7 mm                          | 36.6 km/h         |
| 5速    | 725.9 mm                          | 43.6 km/h         |
| 6速    | 1089 mm                           | 65.3 km/h         |

## ワイドレシオとクロスレシオ
各速度段での歯車比の差が小さいトランスミッションをクロスレシオ・トランスミッション（またはクローズレシオ、クロスミッション）、その逆に差が大きいものをワイドレシオ・トランスミッションと呼ぶ。例えば、トランスミッションへの入力とタイヤへの出力への間の歯車比が1速で4:1、2速で2:1の場合は1速4:1、2速3:1のものとの比較でワイドレシオとなる。ワイドレシオの場合、1速と2速の歯車比の比は4/2 = 2（= 200%）、クロスレシオの場合同じ比が4/3 = 1.33（= 133%）となり、133% < 200%なので133%の方がクロスレシオとなる。車により各速度段の歯車比は異なるため、この計算はより複雑なものとなる。
クロスレシオ・トランスミッションは一般に出力帯が狭いエンジンを使用し、高回転を維持しながら頻繁に変速操作を行うスポーツカーや積載時にエンジンの一定の回転数を維持しながら頻繁に変速操作を行う小型トラック、およびライトバン（特に軽トラック、および軽キャブオーバーバン）に多く用いられる。
4速または5速トランスミッションは市街地走行と高速域走行を両立させるため、速度段が上がるにつれ各速度段間の歯車比差が小さくなる。これは、最終速度段の歯車比は空気抵抗の大きい高速域での再加速を容易にするようエンジンの高トルク域に入るようにするためである。各速度段での歯車比差が大きいと1速での牽引力を強くすることができるが、変速時にエンジン回転数が大きく低下する。歯車比差を小さくすると特定の条件での最高速を速くすることができる半面、起動時の加速が悪くなる。
4速トランスミッションの場合、1速の歯車比は2.50:1程度、4速はほぼすべての場合1:1である。2速と3速の歯車比はこの間で車重、使用方法、車速、エンジンの特性などを勘案して決められる。
レンジとは1速と4速の間の歯車比（トルク増幅率）の違いで、ワイドレシオの場合はこれが大きく2.8から3.2の間である。この値が発進加速を決める最も重要な要素になる。
プログレッションはこの次に重要な要素であり、変速時のエンジン回転数変化を指す。ほとんどのトランスミッションでは1速-2速間のプログレッションが最大で、高速段になるにつれこれが小さくなる。プログレッションは歯車の入手性、特定の速度で特定のエンジン回転に達する必要性などさまざまな条件により線形に減少するとは限らない。
これら二つの要素は背反するものではないが、一方は他者の選択肢を限定することになる。小出力エンジン、重い車体、差動装置の低歯車比などの理由で低速時に高い減速比が必要な場合は広いレンジをとることが多い。この場合、レンジが狭いものに比べ変速する都度にエンジンの回転数が大幅に減少する。1速の歯車比が小さい場合は発進加速は低くなるが、プログレッションの選択肢が広くなる。
すべての速度域で最高性能を発揮するトランスミッション歯車比や差動装置歯車比の組み合わせは存在せず、何らかの妥協が存在する。
クロスレシオの利点は高速域でのエンジン回転低下が無く、160 km/hなどの高速域からの加速に余力をもてる点にあるが、その反面低速度段での歯車比が小さくなり、低速域での性能が悪化する問題がある。多くのレースではグリッドに停止した状態からスタートが切られ、発進加速も重要であることから、レース用の場合でも歯車比差を小さくすることが最良の方法とは限らない。隊列を組んで走行しながらスタートが切られるローリングスタートの場合は発進加速は重要ではなく、より小さな歯車比差が好まれる。
一般に、低排気量、長カム、ヘッド吸排気、大型キャブレターのエンジンは低回転からの立ち上がりが遅く、3速から4速への変速はクロスレシオの方が有利である。空気抵抗が大きい高速域で変速する場合、クロスレシオが適している。レース用でエンジンが特定の回転数で高トルクが出るように設定されている場合、歯車比はコース上の必要な場所でトルクが出るように調整される必要が、別の言い方ではシフトアップした時にエンジンが低トルクの回転域に落ち込まないように設計する必要がある。
エンジンが7,000回転で、エンジンが5,000回転からトルクが立ち上がる設定の場合を考える。変速により25%回転数が低下する場合は変速後のエンジン回転数は5,250回転で問題なく再加速できるが、30%低下する場合はこれが4,900回転となり、5,000回転に達するまでの再加速に問題を抱えることになり、改善が必要である。
車両やコースにもよるが、この対策は一般に低速側を調整することで行う。つまり、2-3速の変速で問題がある場合は1-2速の歯車比を調整するが、結果は条件により一定ではない。
各サーキットごとに最高速とコーナースピードが異なるため、中間速度段の歯車比はコーナーリング中のシフトダウンの必要性などを勘案して決められる。この場合、特定のコーナーの立ち上がりで加速に問題があるか、が分析のカギとなる。クロスレシオは2つの速度段間のエンジン回転数差を小さくできるが、どこか別の段間の回転数差を大きくする必要があることを考慮する必要がある。
クロスレシオは大型車にも採用例が見られる。効率の良い回転域を維持して走行する目的でクロスレシオを採用する点はスポーツカーやレーシングカーと共通しているが、大型車の多くはガソリンエンジンに比べて有効回転域が狭いディーゼルエンジンを搭載していること、乗用車に比べて車両重量や貨物が重いことから、エンジンの最大トルク領域や低燃費領域を維持して走行するためにクロスレシオが用いられる。特に牽引自動車ではトラクター（牽引車）よりはるかに重い貨物を積む被牽引車を牽引するため、副変速機を併用した10段以上の多段変速機を搭載する例も現れている。

## 鉄道車両の歯車比
鉄道車両においては、電気車及び電気式気動車・ディーゼル機関車の場合、主電動機側の小歯車（歯車数A）と被駆動大歯車（歯車数B）の歯車比 (=B/A) を表す。
この場合、歯車比が小さいと車輪の回転数が高くなり、低速性能（加減速）は低いが、高速性能（最高速度や高速域での加減速）は高くなる。このため、特急形電車や新幹線車両などはこれに該当する。
逆に歯車比が大きいと車輪の回転力が大きくなり、低速性能は高いが、高速性能は低くなる。特に貨物用電気機関車や通勤形電車はこれに該当する。
内燃動力車は、機械式、液体式共に変速機と最終減速機の組み合わせであることは自動車と同じであるが、逆転機を用いて前後進共に同じ歯車比で走行できる（同じ速度で運転できる）点が異なっている。

## アイドラ歯車
つながった一連の歯車の場合、系全体の歯車比は最初の歯車と最後の歯車の歯数だけで計算できることに注意する必要がある。途中の歯車は大きさにかかわらず全体の歯車比には無関係であるが、歯車が1つ加わるごとに最後の歯車の回転が逆になる。
仕事をしない中間の歯車のことをアイドラ歯車（idler wheel、遊び車）と呼ぶ。回転を逆にするために用いられるアイドラ歯車はリバースアイドラと呼ばれることがある。自動車のマニュアルトランスミッションの場合、2つの歯車の間にリバースアイドラを入れることで後進する様になっている。
アイドラ歯車は出力軸と入力軸の距離が離れていて、単純に2つの大きな歯車を使うことが現実的ではない場合にも用いられる。アイドラという言葉から受けるイメージとは異なり、駆動力と反力の両方を受けるため軸にかかる負荷は入手軸および出力軸よりも大きく、設計にあたっては十分な負荷容量の軸受が求められる。
大きな歯車を使う場合、より大きなスペースが必要になり、半径の自乗に比例して回転慣性（慣性モーメント）が大きくなるなどの問題が発生する。このような場合、アイドラ歯車の代わりにベルトやチェーンを使うこともできる。